# Крістіна Егерсегі
Крістіна Егерсегі (угор. Egerszegi Krisztina, нар. 16 серпня 1974) — угорська плавчиня, олімпійська чемпіонка.

## Виступи на Олімпіадах
| Олімпіада      | Дисципліна                      | Місце |
| -------------- | ------------------------------- | ----- |
| Сеул 1988      | плавання на 100 метрів на спині | 2     |
| Сеул 1988      | плавання на 200 метрів на спині | 1     |
| Барселона 1992 | плавання на 100 метрів на спині | 1     |
| Барселона 1992 | плавання на 200 метрів на спині | 1     |
| Барселона 1992 | 400 метрів, комплексне плавання | 1     |
| Атланта 1996   | плавання на 200 метрів на спині | 1     |
| Атланта 1996   | 400 метрів, комплексне плавання | 3     |
| Атланта 1996   | комплексна естафета 4 × 100     | 11    |